# Olave Baden-Powell

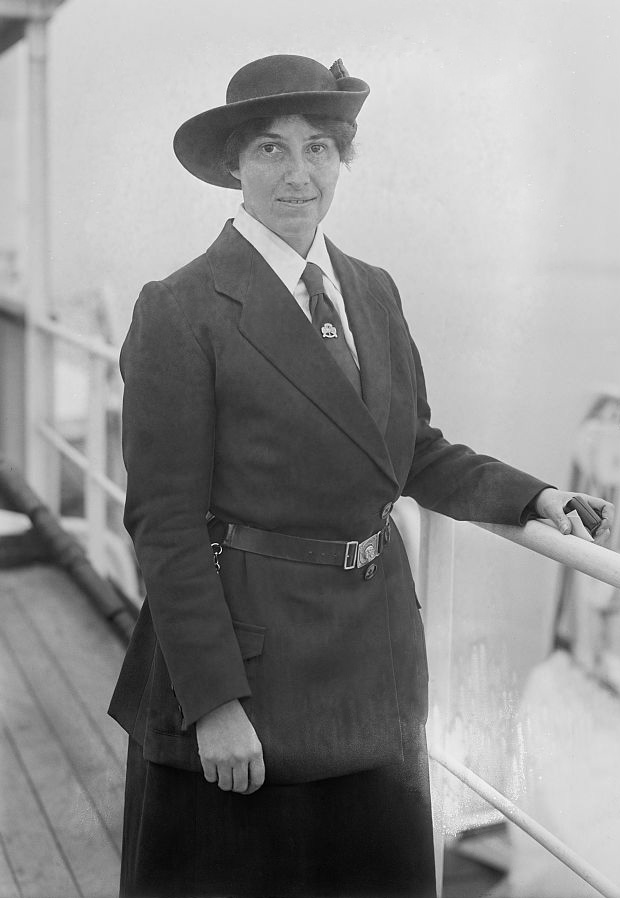
Olave Baden-Powell

Olave St Clair Baden-Powell (född Soames), GBE, född 22 februari 1889 i Chesterfield, Derbyshire, död 19 juni 1977 i Bramley, Surrey, var en brittisk pionjär inom scoutrörelsen och var gift med dess grundare Robert Baden-Powell. Hon överlevde maken med 35 år. 
Olave blev Chief Guide för Storbritannien 1918. Senare samma år tilldelades hon den gyllene Silver Fish, av vilken det endast delats ut två i flickscoutings historia. Hon utsågs till World Chief Guide 1930. Förutom att ha gjort en stor insats för flickscoutrörelsen så besökte hon även 111 länder under sin livstid genom att besöka internationella jamboreer och nationella flick- och pojkscoutorganisationer.
När Olave Baden-Powell dog 25 juni 1977 (88 år) skickades hennes aska till Nyeri i Kenya för att gravsättas bredvid hennes man. Kenya har förklarat graven som nationalmonument. 